# A Twin Peaks szereplőinek listája
Ez a Twin Peaks című amerikai televíziós sorozat és a Twin Peaks – Tűz, jöjj velem! című előzményfilm szereplőinek listája

## Áttekintés
| Csoportosítás                               | Karakter neve                             | Karakter rövid leírása | A karakter megformálója               |
| ------------------------------------------- | ----------------------------------------- | --- | ------------------------------------- |
| A FBI/DEA                                   | Dale Cooper különleges ügynök             | Az FBI különleges ügynöke, őt küldik ki, hogy vizsgálja meg a Laura Palmer-gyilkosságot. Paranormális jelenségek ismerője, szimpatizál a buddhizmussal. Beleszeret Twin Peaksbe, Harry Truman seriff barátja lesz. | Kyle MacLachlan                       |
| A FBI/DEA                                   | Albert Rosenfield                         | Törvénszéki szakértő, Cooper szerint a legjobb. Twin Peaks lakóival gyakran kerül konfliktusba gúnyos és cinikus stílusa miatt.                                                                                    | Miguel Ferrer                         |
| A FBI/DEA                                   | Chester Desmond                           | Teresa Banks-gyilkosságot vizsgálja, titokzatos módon eltűnik, senki nem talál rá magyarázatot. | Chris Isaak                           |
| A FBI/DEA                                   | Sam Stanley                               | Törvényszéki specialista, Desmond segít a Teresa Banks-gyilkosság nyomozásában. | Kiefer Sutherland                     |
| A FBI/DEA                                   | Phillip Jeffries                          | Két évre eltűnik. Ismeri a "barlang" (Lodge) lakóit. | David Bowie                           |
| A FBI/DEA                                   | Roger Hardy                               | FBI belső ügynöke, rövid időre felfüggeszti Coopert az FBI-tól. | Clarence Williams III                 |
| A FBI/DEA                                   | Gordon Cole                               | Az FBI regionális irodájának hallássérült igazgatója, Cooper felettese. | David Lynch                           |
| A FBI/DEA                                   | Dennis/Denise Bryson                      | Transzszexuális DEA ügynök. Dale Cooperrel jó viszonyt ápol. | David Duchovny                        |
| A FBI/DEA                                   | Diane                                     | Cooper ügynök titkára. Cooper folyton diktafonra rögzített üzeneteket küld neki, de Diane-t soha sem láthatjuk, vagy hallhatjuk.                                                                                   | -                                     |
| A helyi Sheriff hivatala                    | Harry S. Truman Sheriff                   | Josie Packard szeretője, Cooper barátja. Segíti a Laura Palmer-ügy nyomozását. | Michael Ontkean                       |
| A helyi Sheriff hivatala                    | Andy Brennan helyettes                    | Sheriff-helyettes, Lucy párja és gyermekének a feltételezett apja. | Harry Goaz                            |
| A helyi Sheriff hivatala                    | Tommy "Sólyom" Hill helyettes             | Bennszülött amerikai, szintén sheriff-helyettes, kitűnő nyomolvasó. | Michael Horse                         |
| A helyi Sheriff hivatala                    | Lucy Moran                                | Recepciós a Sheriff Hivatalában, Brennen-helyettes párja. | Kimmy Robertson                       |
| A helyi Sheriff hivatala                    | Cappy                                     | Fiatal férfi, asszisztens a rendőrőrsön. | Ron Kirk                              |
| Palmer család                               | Laura Palmer                              | A történet középpontjában az ő meggyilkolása áll. | Sheryl Lee                            |
| Palmer család                               | Leland Palmer                             | Laura apja, ügyvéd és tanácsadó a Great Northern Szállodában. | Ray Wise                              |
| Palmer család                               | Sarah Palmer                              | Laura anyja. | Grace Zabriskie                       |
| Palmer család                               | Maddy Ferguson                            | Laura unokatestvére. | Sheryl Lee                            |
| Hayward család                              | Dr. William Hayward                       | Helyi orvos Twin Peaks-ben, ő végzi Laura Palmer boncolását. | Warren Frost                          |
| Hayward család                              | Eileen Hayward                            | Dr. Hayward kerekesszékes felesége. | Mary Jo Deschanel                     |
| Hayward család                              | Donna Hayward                             | Laura legjobb barátnője, James Hurley szeretője. | Lara Flynn Boyle/Moira Kelly          |
| Hayward család                              | Harriet Hayward                           | Donna húga. | Jessica Wallenfels                    |
| Hayward család                              | Gersten Hayward                           | Donna húga. | Alicia Witt                           |
| Horne család                                | Ben Horne                                 | Gazdag üzletember, Great Northern Hotel, a Horne Nagyáruház és a Félszemű Jack nevű bordélyház tulajdonosa. | Richard Beymer                        |
| Horne család                                | Jerry Horne                               | Ben öccse és üzlettársa. | David Patrick Kelly                   |
| Horne család                                | Sylvia Horne                              | Ben felesége. | Jan D'Arcy                            |
| Horne család                                | Audrey Horne                              | Ben tinédzser lánya. Laura osztálytársa. | Sherilyn Fenn                         |
| Horne család                                | Johnny Horne                              | Ben értelmi fogyatékos fia, Laura korrepetálta. | Robert Davenport/Robert Bauer         |
| Packard/Martell család                      | Josie Packard                             | Andrew Packard sötét múltú özvegye, Truma-Sheriff szeretője, a Packard Fűrészmalom tulajdonosa. Laura nyelvleckéket adott neki.                                                                                    | Joan Chen                             |
| Packard/Martell család                      | Andrew Packard                            | Josie férje, állítólag meghalt motorcsónak balesetben. | Dan O'Herlihy                         |
| Packard/Martell család                      | Catherine Martell                         | Andrew testvére, Pete Martell felesége, Ben Horne titkos szeretője. | Piper Laurie                          |
| Packard/Martell család                      | Pete Martell                              | Catherine felesége, horgász és sakk nagymester, ő találja meg Laura holttestét. | Jack Nance                            |
| Briggs család                               | Garland Briggs Őrnagy                     | Az Amerikai Légierő őrnagya, Bobby Briggs apja. | Don S. Davis                          |
| Briggs család                               | Betty Briggs                              | Az őrnagy felesége és Bobby anyja. | Charlotte Stewart                     |
| Briggs család                               | Bobby Briggs                              | Lázadó szellemiségű fiatal, a helyi futball csapat kapitánya, Laura Palmer barátja, Shelley Johnson titkos szeretője.                                                                                              | Dana Ashbrook                         |
| Hurley/Jennings háromszög                   | Nagy Ed Hurley                            | A Nagy Ed benzinkút tulajdonosa, Nadine Hurley férje, Norma Jennings titkos szeretője. | Everett McGill                        |
| Hurley/Jennings háromszög                   | Nadine Hurley                             | Ed szupererős, félszemű felesége. | Wendy Robie                           |
| Hurley/Jennings háromszög                   | James Hurley                              | Ed unokaöccse, Laura Palmer titkos szeretője, majd Donna Hayward szerelme. | James Marshall                        |
| Hurley/Jennings háromszög                   | Norma Jennings                            | A Dupla-R Étterem tulajdonosa, Nagy Ed szeretője, Hank Jennings felesége. A gurulj-gurulj asztalkám kapcsán került kapcsolatba Lauraval.                                                                           | Peggy Lipton                          |
| Hurley/Jennings háromszög                   | Hank Jennings                             | Norma börtönviselt, titokban bűnöző életmódot folytató férje. | Chris Mulkey                          |
| Hurley/Jennings háromszög                   | Vivian Smythe Niles                       | Norma és Annie anyja, titokban ételkritikus. | Jane Greer                            |
| Hurley/Jennings háromszög                   | Annie Blackburn                           | Norma húga, volt apáca. | Heather Graham                        |
| Johnson-ék                                  | Leo Johnson                               | Kamionsofőr, drogfutár, Shelley erőszakra hajlamos férje. Volt szexuális kapcsolata Laura Palmerrel. | Eric Da Re                            |
| Johnson-ék                                  | Shelly Johnson                            | Leo felesége, felszolgáló Norma éttermében, Bobby Briggs titkos szeretője. | Mädchen Amick                         |
| Félszemű Jack személyzete/Renault testvérek | Jacques Renault                           | Kanadai krupié, drogfutár, és bártender diszkóban. Volt szexuális kapcsolata Laura Palmerrel. | Walter Olkewicz                       |
| Félszemű Jack személyzete/Renault testvérek | Bernard Renault                           | A legfiatalabb Renault testvér, kokaint csempészett az amerikai-kanadai határon keresztül. | Clay Wilcox                           |
| Félszemű Jack személyzete/Renault testvérek | Jean Renault                              | A legidősebb Renault testvér, veszélyes bűnöző. | Michael Parks                         |
| Félszemű Jack személyzete/Renault testvérek | Blackie O'Reilly                          | Félszemű Jack drogfüggő madame-ja. | Victoria Catlin                       |
| Félszemű Jack személyzete/Renault testvérek | Nancy O'Reilly                            | Blackie testvére, Jean Renault szeretője. | Galyn Görg                            |
| Egyéb helyiek                               | Ronette Pulaski                           | Horne Nagyáruház illatszer osztályának eladója, örömlány a Félszemű Jack-ben, Jelen volt Laura Palmer meggyilkolásánál.                                                                                            | Phoebe Augustine                      |
| Egyéb helyiek                               | Dr. Lawrence Jacoby                       | Laura egykori hawaii-mániás pszichiátere. | Russ Tamblyn                          |
| Egyéb helyiek                               | Mike Nelson                               | Bobby legjobb barátja, középiskolai birkózóbajnok, Donna exbarátja. A beceneve: Kígyó. | Gary Hershberger                      |
| Egyéb helyiek                               | Margaret Lanterman, becenevén: Tuskó Lady | Furcsa özvegyasszony, misztikus kapcsolat fűzi tuskójához amit mindenhová magával cipel. | Catherine E. Coulson                  |
| Egyéb helyiek                               | Harold Smith                              | Agorafóbiában szenvedő kertész, Laura barátja. | Lenny Von Dohlen                      |
| Egyéb helyiek                               | Emory Battis                              | Horne Nagyáruház menedzsere, ő szervezi be a lányokat prostituáltnak a Félszemű Jack-be. | Don Amendolia                         |
| Egyéb helyiek                               | Dick Tremayne                             | Horne Nagyáruház férfidivat osztályának a vezetője, Lucy volt szeretője. | Ian Buchanan                          |
| Egyéb helyiek                               | Az idős szobaszerviz pincér               | Idős londiner a Great Northern Hotelben. | Hank Worden                           |
| Egyéb helyiek                               | Énekesnő a diszkóban                      | A diszkóban (Roadhouse) fellépő énekesnő. | Julee Cruise                          |
| Egyéb helyiek                               | Dwayne Milford polgármester               | Twin Peaks polgármestere, Dougie testvére. | John Boylan                           |
| Egyéb helyiek                               | Dougie Milford                            | A Twin Peaks Gazette helyi újság szerkesztője, a polgármester testvére. | Tony Jay                              |
| Egyéb helyiek                               | Lana Budding Milford                      | Kisugárzásával a férfiakat megbolondító nő, a polgármester szerelme, Dougie özvegye. | Robyn Lively                          |
| A nem helyiek                               | Evelyn Marsh                              | Gazdag nő, James Hurleyvel kezd viszonyt. | Annette McCarthy                      |
| A nem helyiek                               | Malcolm Sloan                             | Evelyn férjének sofőrje. Csaló, aki Evelyn testvérének adja ki magát. | Nicholas Love                         |
| A nem helyiek                               | Thomas Eckhardt                           | Andrew Packard korábbi üzlettársa, Josie-ba szerelmes. | David Warner                          |
| A nem helyiek                               | Jones                                     | Thomas Eckhardt asszisztense. | Brenda Strong                         |
| A nem helyiek                               | Teresa Banks                              | Az első áldozat, amelyet szinte pontosan egy évvel Laura Palmer meggyilkolása előtt halt meg. | Pamela Gidley                         |
| A nem helyiek                               | Windom Earle                              | Egykori FBI-ügynök, bűnöző, Cooper legveszélyesebb ellenfele. | Kenneth Welsh                         |
| A nem helyiek                               | John Justice Wheeler                      | Ben Horne ismerőse, később szerelmi viszonyt folytat Audrey-val. | Billy Zane                            |
| A nem helyiek                               | Carl Rodd                                 | Lakókocsipark gondnoka | Harry Dean Stanton                    |
| A nem helyiek                               | Ernie Niles                               | Viviannek (Norma anyjának) izzadós udvarlója. Hank egykori cellatársa. Bűnöző múltját titkolja. | James Booth                           |
| A fekete barlang "lakói"                    | Ember a másik helyről                     | Törpe, a vörös szoba lakója. | Michael J. Anderson                   |
| A fekete barlang "lakói"                    | Mike                                      | Szellem/démon, Bob korábbi társa, jelenleg ellensége, a fizikai világban Phillip Gerard cipőkereskedő, a "félkarú ember".                                                                                          | Al Strobel                            |
| A fekete barlang "lakói"                    | Gyilkos Bob/Bob                           | Rosszindulatú szellem/démon, kísérti az erdőt, embereket száll meg, Laura Palmer gyilkosa. | Frank Silva                           |
| A fekete barlang "lakói"                    | Az óriás                                  | Természetfeletti, jóindulatú óriás, aki Cooper látomásában vagy a vörös szobában jelenik meg. | Carel Struycken                       |
| A fekete barlang "lakói"                    | Mrs. Tremond/Chalfont                     | Idős hölgy Twin Peaks-ben. A fekete barlanghoz a kapcsolata ismeretlen, de misztikum övezi személyét. | Frances Bay                           |
| A fekete barlang "lakói"                    | Pierre Tremond/Chalfont                   | Mrs. Tremond/Chalfont unokája, A fekete barlanghoz a kapcsolata ismeretlen, de misztikum övezi személyét. | Austin Jack Lynch/Jonathan J. Leppell |

## Fordítás
- Ez a szócikk részben vagy egészben  a   List of Twin Peaks characters című angol Wikipédia-szócikk fordításán alapul.  Az eredeti cikk szerkesztőit annak laptörténete sorolja fel. Ez a jelzés csupán a megfogalmazás eredetét és a szerzői jogokat jelzi, nem szolgál a cikkben szereplő információk forrásmegjelöléseként.